# Piechowice
Piechowice (Duits: Petersdorf) is een stad in het Poolse woiwodschap Neder-Silezië, gelegen in de powiat Jeleniogórski. De oppervlakte bedraagt 43,29 km², het inwonertal 6518 (2005).

## Verkeer en vervoer
- Station Piechowice
- Station Piechowice Dolne